# Tus, Iran
Tus (perzijsko طوس‎ ali توس Ṫus ali Tus), ime se je pisalo tudi Tous, Toos ali Tūs,  je starodavno mesto v iranski provinci Razavi Horasan blizu Mašhada. Stari Grki so ga imenovali Susia (starogrško Σούσια). Znano je bilo tudi kot Tusa. Tus je bil sestavljen iz štirih mest: Tabran, Radakan, Noan in Teroid. Celotno območje se zdaj imenuje Tus po tamkajšnjem največjem mestu v 5. stoletju n. št.

## Zgodovina
Po legendi je mesto v Horasanu ob sedanjem Mašadu ustanovil Tus, sin mitološkega vladarja Novzarja. Tus je bil prestolnica Partije in rezidenca prvega kralja Vištaspe (Histaspa), ki se je prvi spreobrnil v zaratustrstvo. Vištaspo je leta 330 pr. n. št.  ujel Aleksander Veliki.
Tus je v 7. stoletju osvojil omajadski kalif Abd al-Malik ibn Marvan (vladal 685-705). Pod omajadsko oblastjo je ostal do leta 747, ko je Abu Muslim Horasani med abasidsko revolucijo porazil omajadskega guvernerja.
Leta 809 je v Tusu zbolel in umrl abasidski kalif Harun al-Rašid. Kalif bil na poti v Horasan, kjer naj bi umiril tamkajšnje upornike. Pokopan je nekje v okolici mesta.
Leta 1220 je Tus izropal mongolski general Subedej in leto kasneje še Toluj, Ki je pobil večino prebivalcev in uničil grobnico kalifa Haruna al-Rašida. Deset let kasneje je bil Tus obnovljen.

## Slavni meščani
Najslavnejša oseba, rojena v okolici Tusa, je pesnik Firduzi, avtor perzijskega epa Šahname. V mestu je  njegov mavzolej, zgrajen leta 1934 ob tisočletnici njegovega rojstva. 
Med drugimi pomembnimi meščani so bili teolog, pravnik, filozof in mistik Al-Gazali, zgodnji polimat Džabir ibn Hajjan, pesnik Asadi Tusi, mogočni seldžuški vezir Nizam Al Mulk, srednjeveški polihistor Nasir al-Din al-Tusi, ugledni mudžtahid Šejk Tusi (dvanajst tolmač šiitskega prava) in ugledni sufistični mistik in zgodovinar Abu Nasr as-Sarraj.